# Lion Wohlgemuth
Lion Wohlgemuth (geboren am 14. Mai 1871 in Mannheim; gestorben am 15. Oktober 1938 ebenda) war ein deutscher Kaufmann, Fabrikant, Mitglied und Förderer der Freiwilligen Feuerwehr Mannheims sowie NS-Opfer.

## Leben
Wohlgemuth heiratete am 5. August 1897 Melanie Gutmann und übernahm noch im selben Jahr das Hut- und Putzwarengeschäft seiner Frau, das er in Samt und Seide umbenannte. Während seiner Leitung beschäftigte es bis zu 500 Personen. Wohlgemuth war seit 1890 außerdem Mitglied der Freiwilligen Feuerwehr Mannheims, wo er zum Obmann der Steigerabteilung und zuletzt zum Adjutanten aufstieg. Er hatte damit den dritthöchsten Rang inne. In Anlehnung an seine Haarfarbe trug er unter den Kameraden den Spitznamen schwarzer Jud. 1914 wurde ihm die Verdienstmedaille seiner Geburtsstadt verliehen. 1920 schied er aus beruflichen Gründen aus dem aktiven Dienst aus, wurde aber zum Ehrenadjutanten ernannt. Wohlgemuth unterstützte die Feuerwehr auch finanziell.
Infolge der Machtergreifung der Nazis wurde auf ihn wegen seiner jüdischen Herkunft politischer Druck ausgeübt. Nach zweijährigen Verhandlungen verkaufte er am 23. April 1938 seine Hutfabrik an den Unternehmer und antisemitischen Aktivisten Heinrich Vetter senior, der darin bereits seit 1936 ein Kaufhaus betrieb.
Am 14. Oktober 1938 trat Wohlgemuth zwangsweise aus der Feuerwehr aus. Einen Tag später stürzte er sich aus dem dritten Stock seines Kaufhauses in der Mannheimer Innenstadt (Adresse: N 7,4) in den Tod. Das Geschäft wurde anschließend vom Vetter-Konzern „arisiert“ und ging im Warenhauskonzern Horten auf. Wohlgemuth wurde auf dem jüdischen Friedhof seiner Geburtsstadt beigesetzt. Er hinterließ seine Frau und zwei erwachsene Kinder.
Das Schicksal Wohlgemuths wurde von einer Initiative aufgearbeitet, der u. a. Mitarbeiter des Mannheimer Feuerwehrarchivs angehörten. Am 6. Oktober 2021 wurde vor dem Grundstück G 3.1, wo die Familie gewohnt hatte, ein Stolperstein für ihn verlegt. Anwesend war dabei auch seine 99-jährige Großnichte Henriette Lucchesi, die in seinem Betrieb ihre Lehre absolviert hatte.